# Wasserstoffmikrosensor
Ein Wasserstoffmikrosensor ist ein Sensor, der das Vorhandensein von Wasserstoff erkennt. Er wird dazu benutzt, Lecks aufzuspüren.

## Hauptmerkmale
Es gibt vier Hauptmerkmale, die ein Wasserstoffsensor erfüllen sollte:
- Verlässlichkeit: leicht nachzuprüfende Funktionalität
- Auflösungsvermögen: Erkennen von 0,5 % oder weniger Wasserstoff in der Luft, Reaktionszeit < 1 Sekunde
- Lebensdauer: Mindestens die Zeit bis zur planmäßigen Wartung
- Kosten: Ziel ist 5 US-Dollar pro Sensor und 30 US-Dollar pro Controller

## Typen
Es gibt verschiedene Arten von Wasserstoffsensoren, die sich in der Methode unterscheiden, das Gas zu entdecken:
- In vielen Sensoren wird Palladium verwendet, da es eine hohe Adsorptionsfähigkeit für Wasserstoff besitzt und sich Palladiumhydrid bildet. Allerdings sind Palladium-basierte Sensoren stark temperaturabhängig, was bei zu niedrigen Temperaturen zu einer hohen Reaktionszeit führt. Außerdem müssen sie vor Kohlenmonoxid, Schwefeldioxid und Schwefelwasserstoff geschützt werden.
- Sensoren mit Lichtwellenleitern benutzen Oberflächenplasmonenresonanz und können Wasserstoff an einem Kontaktpunkt erkennen
- Die Verbindung von Nanotechnologie mit MEMS erlaubt die Produktion von Sensoren, die bei Raumtemperatur fehlerfrei funktionieren. Der Sensor ist mit einem Film von Indium(III)-oxid (In2O3) und Zinn(IV)-oxid (SnO2) überzogen. Bei Kontakt mit Wasserstoff schwillt dieser Film an und erzeugt dadurch neue elektrische Verbindungen.
- Einige Sensoren bestehen aus einer Schottky-Diode, deren Aktivierungsenergie bei der Adsorption von Wasserstoff durch Palladium zur Verfügung steht. Eine Schottky-Diode mit einem Pd/InGaP-Halbleiter kann eine Konzentration von 15 ppm Wasserstoff in der Luft erkennen.